# Padre Burgos (Leyte do Sul)
Padre Burgos é um município de  quinta classe de renda municipal (d) na província Leyte do Sul, nas Filipinas. De acordo com o censo de 1 de maio  de  2020 possui uma população de 11 159 pessoas e 2 561 domicílios.